# 大笑江湖
《大笑江湖》是2010年的華語合拍片，由小瀋陽、曾志偉、吳宗憲 、趙本山、林熙蕾、陳志朋、小小彬共同出演。這部電影同時也是童星小小彬轉戰电影界的第一部影片。

## 剧情
吴迪出生之后不久，其父亲就去当兵了一直没有回来。他和母亲相依为命，靠给人补鞋为生。
皇后月露火烧皇宫，逃出京城，流浪江湖。而成公公为了夺位，设计让皇上举办“武林大会”，并诱使月露参加。
一日他在街上补鞋救得皇后娘娘月露，并且在大内高手的帮助下杀了刺客。但也正是如此，他被母亲关在家里不准出去。月露被救之后留下当初给吴迪补的鞋，去了泰山。
吴迪重新补好鞋之后打算去泰山把鞋还给她。他乘船的路上，他遇到了精通《宇宙剑法》的海盗独孤鸿和他的手下马雷子，幸得高人黄裳暗中辅助打败了独孤鸿和马雷子，高人黄裳送给他一本《九阴真经》，他翻了几页发现只有字没有图，于是扔掉了，被道士王重阳拾得。下船之后，他来到一座破庙，遇到了“武林三凤”，不幸坠入万丈深渊，并且遇到了火工头陀。火工头陀打算把他吃掉，他回复说自己好久没洗澡了。火工头陀认为是被耍了，于是愤而欲杀掉吴迪，却发现他身上有强大的内力，吴迪告诉他是送《九阴真经》的老人传送给他的，而火工头陀正好是黄裳的敌人，并曾经与黄裳决斗失败一次，他一直期待再次和黄裳决斗，于是火工头陀把自己的内力注入吴迪的体内，让两股内力互相决斗，一较高下，并且火工头陀打算把自己的般若多罗无相神功传给他，结果吴迪不小心触发了爆炸机关，毁掉了刻在岩石上的般若多罗无相神功，火工头陀愤怒地把他一脚踢出了万丈深渊，回到了陆地上。
吴迪来到一间客栈，结果发现月露也在这里。此前暗中保护月露的大内高手都被客栈老板神農教的粉红凤凰用毒酒毒害；而他们两人吃饭时也喝了毒酒被关了起来。当粉红凤凰欲杀月露和吴迪时，被练成《九阴真经》的王重阳杀害，月露把参加武林大会的门票给了吴迪，自己浪迹天涯。
大内高手在卖剑的店里订了一把剑，被独孤鸿看上并且强行索取，不料此事大内密探正好赶过来拿剑，他们全部都被抓捕了起来。而吴迪在市井中到处寻找月露，也碰上了大内密探被抓捕了起来，他被关在了独孤鸿一起。他们射出飞箭要月露参加武林大会，否则撕票。
武林大会期间，吴迪和独孤鸿等人在狱中结为好兄弟，一同越狱而逃。当他们逃到船上时，独孤鸿和马雷子都被官兵的飞箭杀死，独孤鸿临死前请吴迪继承他的衣钵，并改姓独孤。
吴迪拿着武林大会邀请函来到华山武林大会，此时成公公已经抓捕了皇后和皇帝，吴迪被成公公一掌击飞，同时也使得他的内力活络了起来，他用宇宙剑法殺掉了大内高手杨过，再用般若多罗无相神功杀了成公公，成公公死前想把《葵花宝典》交给吴迪，吴迪说他人品太差，学的东西也好不到那里去，于是把书籍扔掉了，正好飞落在东方不舉的住宅里。
皇帝为了报答吴迪的救命之恩，放皇后月露出宫了，她和吴迪在一起，而吴迪就是后来的独孤求败。

## 演員陣容

### 主要角色
| 演員姓名 | 片中角色     | 介紹 | 配音方言        |
| -------- | ------------ | --- | --------------- |
| 小瀋陽   | 小鞋匠，吳迪 | 男主角，最後在「武林大會」中救了皇帝。繼承海盜獨孤鴻的家姓「獨孤」，最後暗喻他就是傳說中的「獨孤求敗」。 | 无配音          |
| 曾志偉   | 捕快（楊過） | 大內高手                                                                                                 |                 |
| 吳宗憲   | 火工頭陀     | 功夫大師，一頭亂髮加上髒亂的鬍子，還缺了門牙，造型相當驚恐；片中他想吃下小鞋匠，不料小鞋匠竟用內力擋下了 | 陕西话? 四川话? |
| 林熙蕾   | 月露         | 女主角，皇后娘娘。（※原本屬意陳喬恩）                                                                    | 无配音          |
| 陳志朋   | 皇帝         | |                 |
| 趙本山   | 海盜，獨孤鴻 | 口頭禪為may the force be with you.（原譯：別太放肆，沒什麼用）複姓獨孤。                                 | 无配音          |

### 其他角色
| 演員姓名 | 片中角色              | 介紹                                                   | 配音方言 |
| -------- | --------------------- | ------------------------------------------------------ | -------- |
| 梁家仁   | 厲將軍                | 吳迪的父親，假冒將軍                                   |          |
| 陳慧娟   | 吳母                  |                                                        |          |
| 程野     | 馬雷子                | 趙本山的徒弟                                           |          |
| 侯桐江   | 白眉道长（黄裳）      | 在船上给小鞋匠九阴真经秘笈                             |          |
| 高子灃   | 小道士 （王重陽）     | 因緣際會在船上撿到小鞋匠丟棄的九陰真經秘笈             |          |
| 恬妞     | 粉紅鳳凰 （神農教主） | 客棧掌櫃                                               | 武汉话   |
| 徐少強   | 成公公                | 武功高強，片中特別設計「武林大會」想殺害皇帝；奪取皇位 |          |

### 客串角色
| 演員姓名 | 片中角色 | 介紹                                                             | 配音方言 |
| -------- | -------- | ---------------------------------------------------------------- | -------- |
| 李國煌   | 東方不舉 |                                                                  |          |
| 小小彬   | 小鞋匠   | 吳迪幼年                                                         |          |
| 张立威   | 田扒光   | 楊過的手下，在影片中跟皇后（月露）交手，後來吳迪救了皇后（月露） |          |

## 電影歌曲
- 主題曲：《大笑江湖》—作曲：高進，作詞：高進，主唱：小瀋陽
- 片尾曲：《江湖啊，江湖》—作曲：高進，作詞：高進，主唱：小瀋陽
- 插曲1.：《把悲傷留給自己》—作曲：陳昇，作詞：陳昇，主唱：陳昇
- 插曲2.：《北京一夜ONE NIGHT IN BEIJING》—作曲：陳昇，作詞：陳昇+劉佳慧，主唱：陳昇+劉佳慧

## 幕後團隊簡介
- 原創音樂：何國杰
- 音效：杜篤之
- 武術指導：劉敏雄
- 武術導演：程小東
- 造型：陳願方
- 剪接：陳博文
- 總監製：劉輝
- 策劃：張小萍

### 外景拍攝
無錫、橫店、浙江、象山、台湾等地

## 外部連結
- Yahoo奇摩電影上《大笑江湖》的資料（繁體中文）
- 開眼電影網上《大笑江湖》的資料（繁體中文）
- 香港影庫上《大笑江湖》的資料（繁體中文）
- 豆瓣电影上《大笑江湖》的資料 （简体中文）
- 时光网上《大笑江湖》的資料（简体中文）
- 互联网电影数据库（IMDb）上《大笑江湖》的资料（英文）
- 穀得電影有限公司-臺灣電影網電影《大笑江湖》官網[永久]